# Dogman (2023)
Dogman is een Franse film uit 2023, geregisseerd en geschreven door Luc Besson.

## Verhaal
Douglas is een man die als kind werd misbruikt door zijn gewelddadige vader die hem voor de honden gooide. De honden beschermden hem in plaats van hem aan te vallen en werden zijn bondgenoten in het leven. Om te genezen van zijn jeugdtrauma's probeert Douglas zijn eigen weg te vinden.

## Rolverdeling
| Acteur             | Personage |
| ------------------ | --------- |
| Caleb Landry Jones | Douglas   |
| Jojo T. Gibbs      |           |
| Christopher Denham |           |
| Clemens Schick     |           |
| Grace Palma        |           |
| Marisa Berenson    |           |

## Productie
Dogman werd van februari tot juli 2022 gefilmd in een "virtuele productie"-studio in Tigery in het Franse deprartement Essonne en in juni 2022 op locatie in Newark (New Jersey).

### Release en ontvangst
Dogman ging op 31 augustus 2023 in première in de officiële competitie van het Filmfestival van Venetië. De film kreeg gemengde kritieken van de filmcritici, met een score van 50% op Rotten Tomatoes, gebaseerd op 16 beoordelingen.

## Prijzen en nominaties
De belangrijkste:
| Jaar | Prijs                    | Categorie    | Genomineerde(n) | Uitslag     |
| ---- | ------------------------ | ------------ | --------------- | ----------- |
| 2023 | Filmfestival van Venetië | Gouden Leeuw | Luc Besson      | Genomineerd |